# 297005 Ellirichter
297005 Ellirichter è un asteroide della fascia principale. Scoperto nel 2010, presenta un'orbita caratterizzata da un semiasse maggiore pari a 2,2943471 UA e da un'eccentricità di 0,1674102, inclinata di 2,32867° rispetto all'eclittica.
L'asteroide è dedicato a Elli Richter, moglie di uno dei componenti della squadra che ha scoperto l'asteroide.